# Google AdSense
Google AdSense («Ґуґл Едсенс») — сервіс контекстної реклами від Google, автоматично розміщує у відведеному місці на вебсторінках текстові та графічні оголошення, що тематично підходять за змістом статті, постійно аналізуючи зміст самої сторінки, де знаходиться оголошення (банер). Основною початковою ідеєю сервісу є показ відвідувачам тих оголошень, які їм можуть бути цікаві за змістом, тобто, метою є цільовий маркетинг реклами. Окрім цього, система показує оголошення, які є таргетинговими на основі інформації про сайти, раніше відвідані користувачем мережі.

## Принцип роботи
Власники сайтів (видавці), що бажають взяти участь, спочатку повинні зареєструватися і отримати підтвердження від Google AdSense про прийнятність їхнього сайту. Після чого вони можуть розміщувати рекламу та отримувати дохід за кліки (переходи за рекламними посиланнями) або перегляди. Вартість кліків може коливатися залежно від кількості рекламних блоків, рейтингу сайту, виду реклами тощо. Обліковий запис користувача може бути заблокований при порушенні ряду правил сервісу.
Крім того, видавці вебсайтів за допомогою AdSense можуть надавати своїм гостям можливість скористатись пошуковою системою від Google, як по Інтернету, так і безпосередньо по сайту, заробляючи гроші від рекламних оголошеннях Google, що з'являються разом з результатами пошуку (Google AdSense для пошуку). За таким принципом працює українська платформа ukr.net.
З допомогою свого інтерактивного облікового запису на сервісі Google AdSense власник сайту в будь-який час може переглядати кількість переглядів сторінки, кліки та рейтинг кліків, а також поточні доходи від показу реклами від AdSense.

## Спосіб виплати

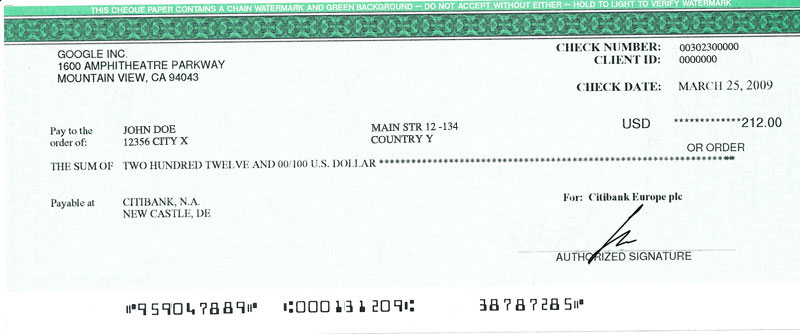
Зовнішній вигляд чеку від Google Inc.

Google AdSense перераховує гроші учасникам програми раз на місяць, при накопиченні на балансі суми понад $100 (або 70€). Залежно від країни доступні різні способи виплати: чеком, через систему електронних платежів (EFT) безпосередньо на банківський чек, Western Union Quick Cash або такі, як SWIFT. Переведення в готівку чеків для громадян, що проживають на території країн СНД, можливе через банківські заклади і деякі платіжні системи. В Україні є можливість виведення грошей на банківські та карткові рахунки.
Потрібно зважати на те, що відповідно до умов надання послуг компанія Google залишає за собою право діяти на власний розсуд при виявленні недійсних кліків. На практиці при знаходження так званої «недопустимої активності» обліковий запис Google AdSense блокується і гроші за кліки по рекламі власник сайтів не одержить.

## Обмеження на розміщення реклами
У серпні 2016 року AdSense змінив правила розміщення рекламних оголошень. Було знято колишнє обмеження на кількість рекламних блоків на сторінці (їх кількість тепер може бути більше трьох), але одночасно з'явилися нові обмеження. Зокрема, відтепер забороняється розміщення оголошень на сторінках, де присутні контрафактні товари і підробки торгових марок. З повним переліком нових обмежень можна ознайомитися в довідковій системі Google.
Варто зазначити, що не всі сайти допускаються до участі в програмі AdSense: в реєстрації відмовляють сайтам з порнографічним змістом, сайти, які розповсюджують ідеї екстремізму і тероризму, а також містять інформацію про наркотичні речовини та алкогольні напої. У деяких країнах, наприклад, в Китаї та Індії, потрібно, щоб видавці володіли своїми сайтами не менше 6 місяців. Це необхідно для забезпечення високої якості рекламної мережі Google і захисту інтересів рекламодавців і видавців.
Також деякі акаунти блокуються за всілякі порушення правил. Наприклад, розміщення плаваючої або стилізованої реклами або заклики, які спонукають клацнути на рекламу. Також заблокувати можуть через розміщення на своєму сайті чужого контенту. Однак варто зазначити, що ймовірність того, що ваш сайт візьмуть в систему, набагато вища, ніж в партнерську мережу Яндекс Директ.